# Heilgeiststraße (Stralsund)

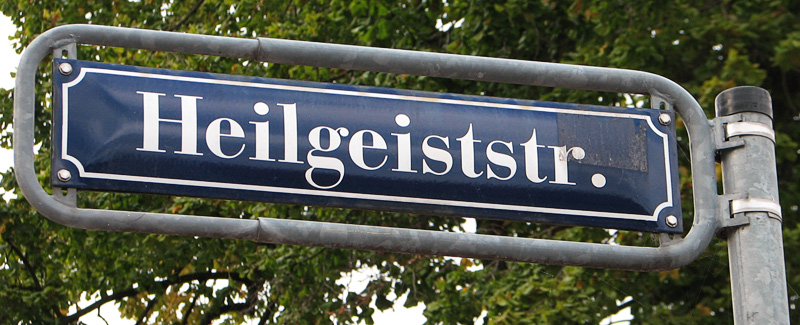
Straßenschild der Heilgeiststraße in Stralsund

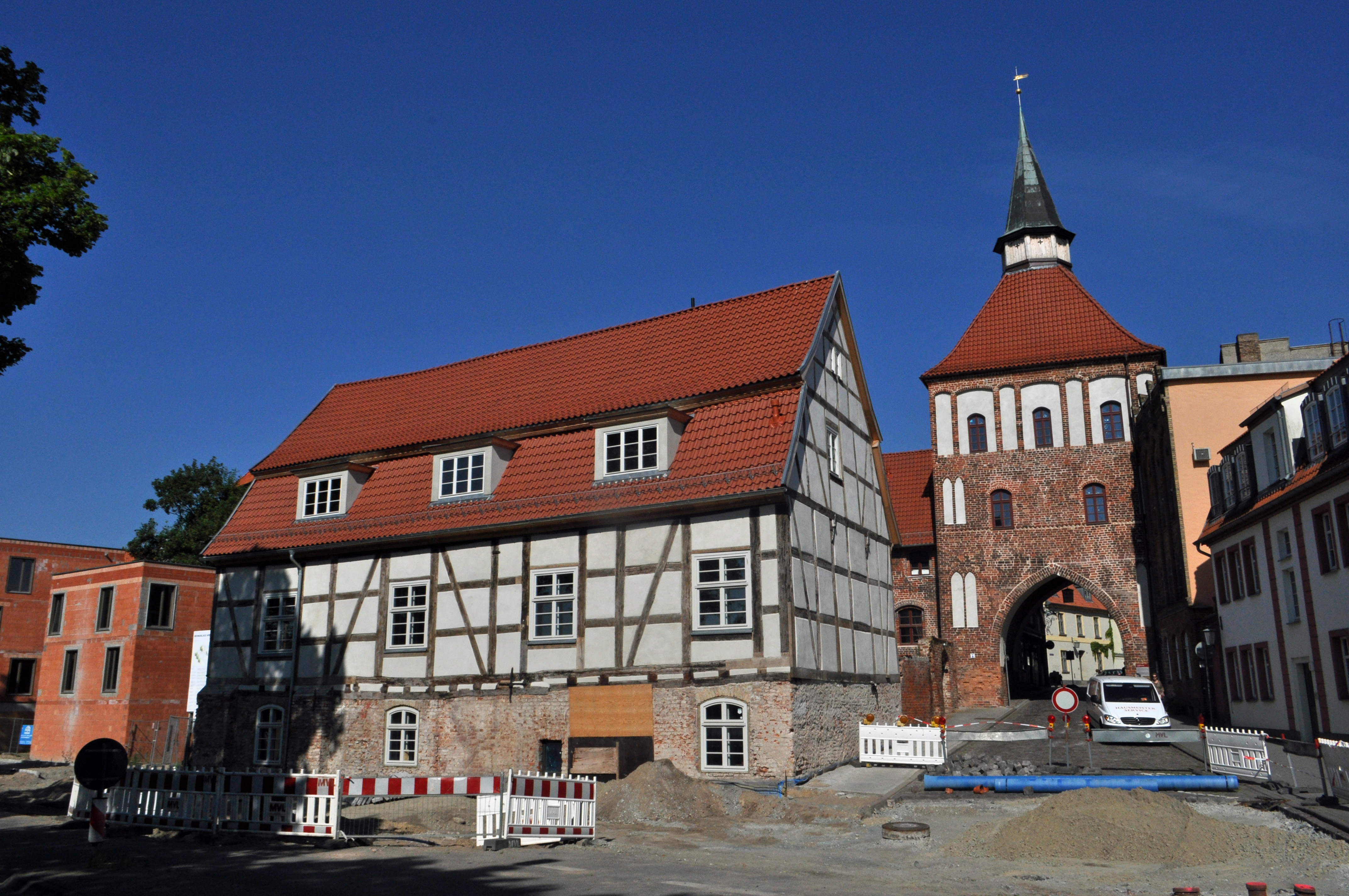
Das gotische Kütertor bildet von den Parkanlagen am Stadtwall her den Auftakt zur Heilgeiststraße

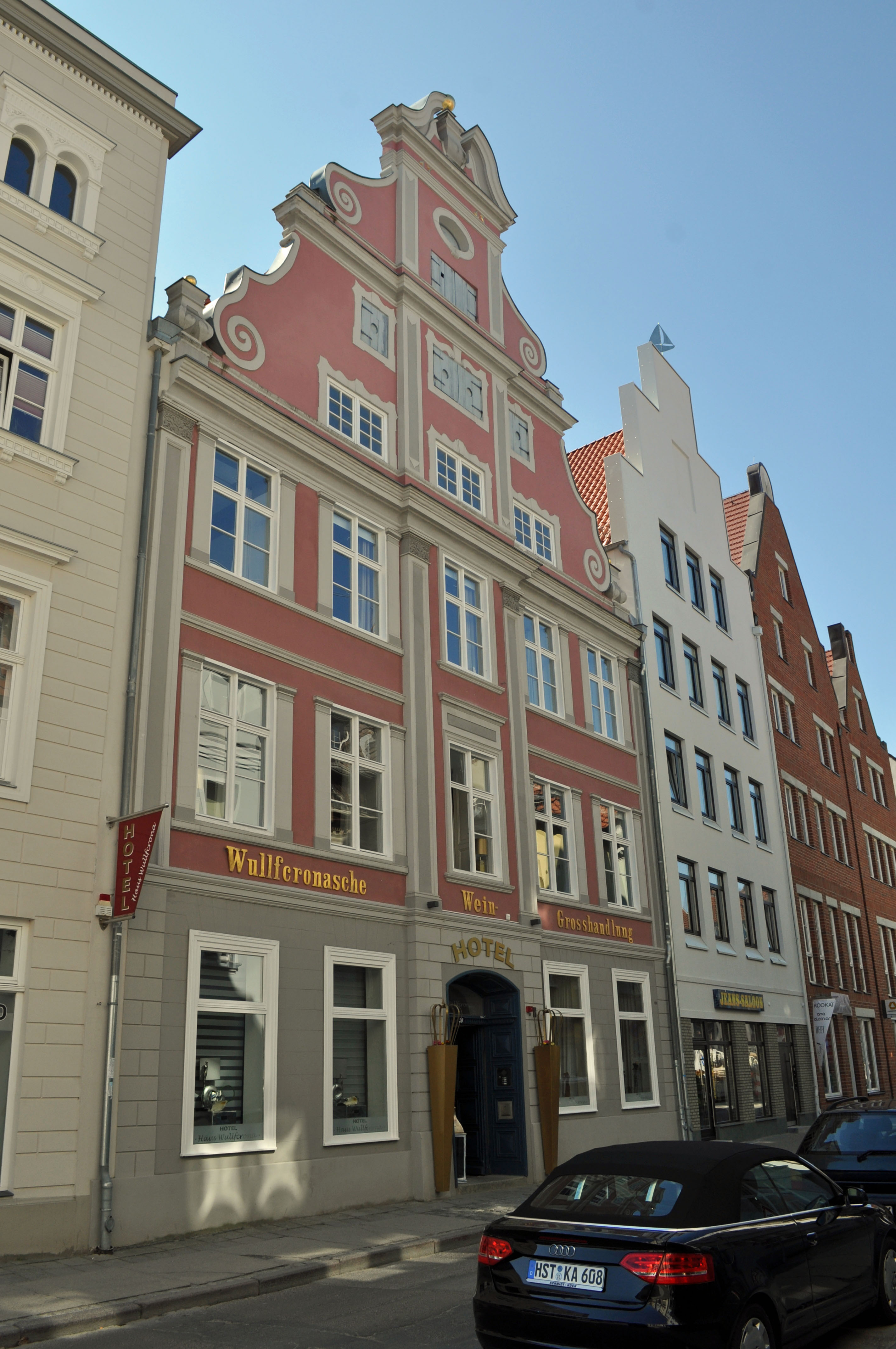
Barockes Giebelhaus Heilgeiststraße 30, Hotel Wullfcrona

Die Heilgeiststraße im Stadtgebiet Altstadt in Stralsund verbindet die Straßen Knieperwall und Am Kütertor mit der Straße Am Fischmarkt und Am Langenkanal. Die Mönchstraße, Ossenreyerstraße, Jacobichorstraße und die Wasserstraße kreuzen die Heilgeiststraße. Die Mühlenstraße, die Straße Bielkenhagen, die Kleinschmiedstraße, Filterstraße, Jacobichorstraße und die Badstüberstraße gehen von der Heilgeiststraße ab. Die Heilgeiststraße zählt zu den ältesten und längsten Straßen Stralsunds und gehört zum Kerngebiet des UNESCO-Welterbes Historische Altstädte Stralsund und Wismar.
Die Straße erhielt ihren Namen nach dem Heilgeisthospital, das hier am Ostende der Straße um das Jahr 1256 erwähnt wurde; es bestand damals aus drei oder vier Buden und einer Kapelle und wurde später in die Nähe des Frankentores verlegt.
Seit dem Jahr 1869 ist „Heilgeiststraße“ der Name der gesamten Straße, bis dahin war die Straße in Abschnitte geteilt: Der Abschnitt zwischen dem Kütertor und der Mönchstraße hieß zunächst Palmentierstraße, was auf das Wort Pergament zurückzuführen ist; erstmals im 13. Jahrhundert werden Pergamentmacher in Stralsund urkundlich erwähnt. Der Abschnitt zwischen der Mönchstraße und der Wasserstraße hieß Heilgeiststraße.
27 der Gebäude in der Straße stehen unter Denkmalschutz (siehe auch Liste der Baudenkmale in Stralsund), nämlich die Häuser Heilgeiststraße 2/3, Heilgeiststraße 9, Heilgeiststraße 14/15, Heilgeiststraße 15 a, Heilgeiststraße 16, Heilgeiststraße 30, Heilgeiststraße 31, Heilgeiststraße 39, Heilgeiststraße 43 a, Heilgeiststraße 60, Heilgeiststraße 62, Heilgeiststraße 63, Heilgeiststraße 64, Heilgeiststraße 65, Heilgeiststraße 66, Heilgeiststraße 68, Heilgeiststraße 69, Heilgeiststraße 72, Heilgeiststraße 74, Heilgeiststraße 77, Heilgeiststraße 79, Heilgeiststraße 87, Heilgeiststraße 88, Heilgeiststraße 89, Heilgeiststraße 91, Heilgeiststraße 93, Heilgeiststraße 94 und Heilgeiststraße 95. Unter Denkmalschutz stehen zudem das Kütertor, die Haustür des Hauses Heilgeiststraße 13 und der Keller des Hauses Heilgeiststraße 43.
Zu den Gebäuden an der Heilgeiststraße zählt auch die St.-Jakobi-Kirche, eine ehemalige Pfarrkirche. Das Kütertor ist eines der beiden letzten erhalten gebliebenen Stadttore Stralsunds, das „Heilgeisttor“ am anderen Ende der Straße wurde im Jahr 1853 abgetragen.
Beim Bombenangriff auf Stralsund am 6. Oktober 1944 wurden auch zahlreiche Gebäude in der Heilgeiststraße beschädigt oder zerstört. Zu den zerstörten Häusern zählen die Gebäude mit der Nummer 32 bis 37; hier stand bis 1944 ein in den Jahren 1660 bis 1664 errichtetes Palais, das „Wrangelsche Palais“, dessen Architekt Nils Israel Eosander im Auftrag von Carl Gustav Wrangel war. Zerstört wurde auch das an der Ecke zur Filterstraße gelegene Giebelhaus Nr. 26, das die Ratsapotheke beherbergt hatte. Heute steht hier ein Kaufhaus der Marke Peek&Cloppenburg.
Bis zum 1. August 1960 fuhr durch die Heilgeiststraße die Stralsunder Straßenbahn.
Die Kreuzung mit der Ossenreyerstraße wird „Ostkreuz“ genannt.